# Rolls-Royce RB162
El Rolls-Royce RB162 fue un motor turborreactor británico simple y de escaso peso construido por Rolls-Royce Limited. Desarrollado a comienzos de los sesenta, que fue especialmente diseñado como motor para aviones VTOL pero fue también utilizado en las últimas versiones del Hawker Siddeley Trident como motor auxiliar. Una pequeña variante, la RB.181 no pasó de ser un diseño en papel.

## Diseño y desarrollo
El RB162 fue diseñado para anticiparse a las necesidades de los aviones VTOL con el énfasis de la simplicidad, durabilidad y ligereza. Los costes de desarrollo fueron compartidos por británicos, franceses y alemanes tras firmar un acuerdo de entendimiento. El motor presenta un compresor de fibra de vidrio y un compresor de palas de plástico para reducir su peso así como sus costes de producción. Aunque el RB162 fue un diseño exitoso el gran mercado esperado de aviones VTOL no se materializó y el motor sólo fue producido en números limitados.

### Desarrollo para el Trident
En 1966 British European Airways (BEA) efectuó una petición de un avión con mayor alcance para operar en destinos mediterráneos. Hawker Siddeley ofreció a BEA una versión más grande y mejorada del Trident que todavía operaba después de que su plan de operar una flota conjunta de aviones Boeing 727 y 737 no fuese aprobado por el gobierno británico. Esta variante, la Trident 3B, utilizó un motor central RB162-86 además de sus tres motores Rolls-Royce Spey y fue utilizado en despegues y ascensos en condiciones de altas temperaturas y grandes altitudes como las que predominan en la zona del Mediterráneo. El motor 'boost' era apagado durante el vuelo en crucero. Algunas conversiones precisaron ser cambiadas de una instalación vertical a horizontal. Con el RB162 se logró que el Trident 3B tuviese hasta un 15 % más de empuje respecto de las primeras variantes con una penalización en el peso del motor de sólo el 5 %.

### RB.181
Un proyecto derivado, el RB.181 iba a ser una nueva variante del RB.162 que aportaba aproximadamente 2000 lbs de empuje. Siete de estos motores iban a ser para motorizar al nunca construido Lockheed/Short Brothers CL-704, variante VTOL del F-104 Starfighter.

## Aplicaciones
- Dassault Mirage IIIV
- Dornier Do 31
- Hawker Siddeley Trident 3B
- VFW VAK 191B

## Especificaciones (RB.162-86)
- tipo = turborreactor de una sola fase
- ref =[5][6]
- longitud = 51,6 pulgadas (1311 mm)
- diámetro = 25,0 pulgadas (635 mm)
- peso = 280 lbs (127 kg)
- compresor = Seis etapas de flujo axial
- combustión = Anular
- turbina = flujo axial de una sola etapa
- empuje = 5250 lb (23 kN)
- compresión = 86 lb/sec (39 kg/sec)
- empuje/peso = 18,75:1